# تخطيط قطعة الأرض

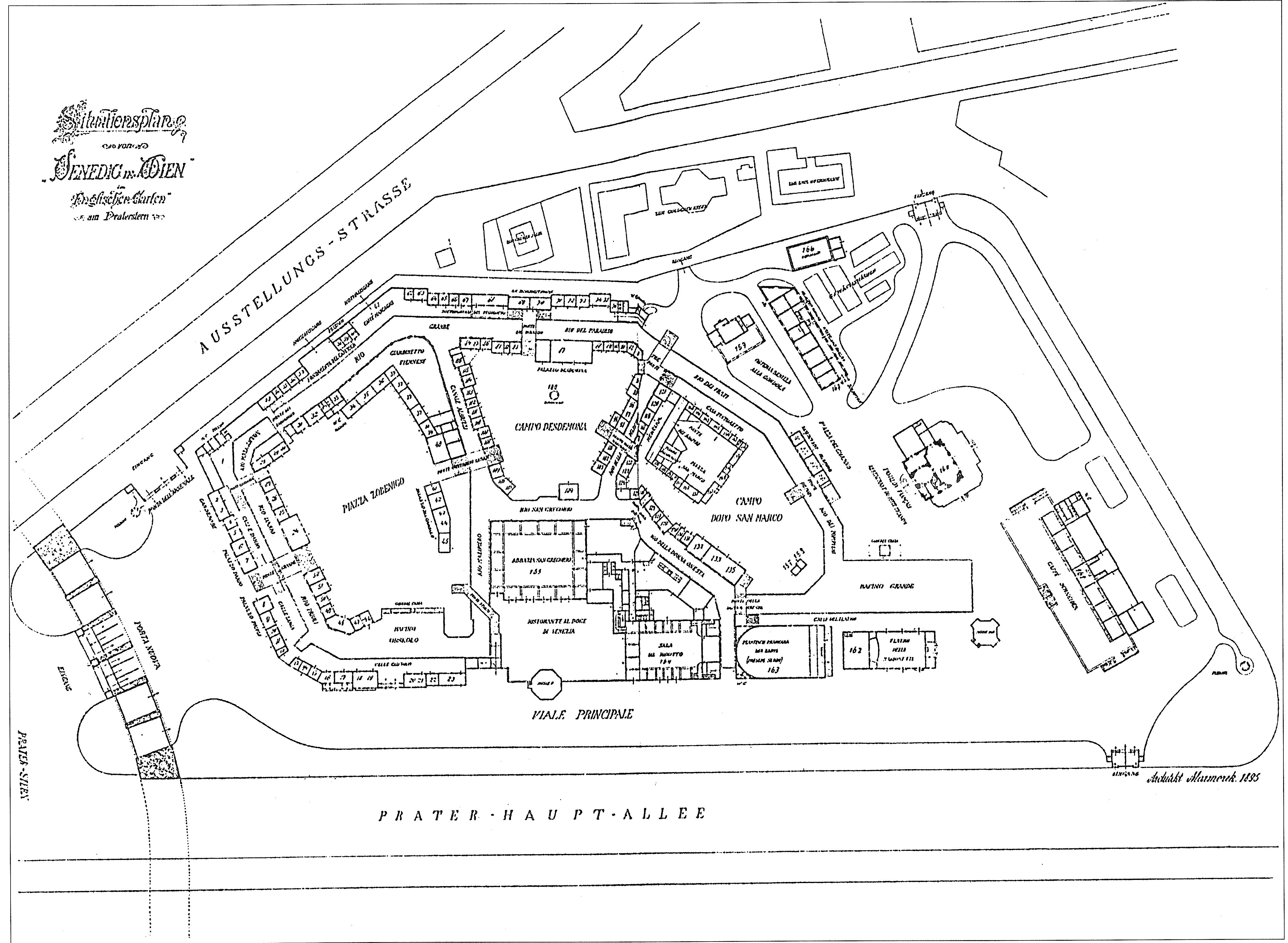
تخطيط قطعة الأرض

تخطيط قطعة الأرض هو عبارة عن مخطط للهندسة المعمارية أو مخطط للمناظر الطبيعية حيث يكون رسم تخطيطي يبين المباني وتشغيل المرافق وتخطيط المعدات وموقع الطرق وغيرها من الإنشاءات لموقع مشروع قائم أو مقترح على نطاق محدد. تعرف خطط الرسم بشكل أكثر شيوعًا بخطط الموقع.

## نبذة
تعتمد الكائنات والعلاقات المحددة المعروضة الغرض من إنشاء مخطط للأرض ولكنها تحتوي عادة على:
المباني المحتجزة والمقترحة وعناصر المناظر الطبيعية والعوائق فوق سطح الأرض ومسارات البنية التحتية الرئيسية والاعتبارات القانونية مثل حدود الملكية وحقوق الطريق.
يمكن لخطط التصميم المحددة أن تكون جزءا من وثائق المشروع المعقدة مثل المناظر الطبيعية وهندسة الأساسات والمرافق العامة (على سبيل المثال في الهندسة المعمارية يوضح الرسم التخطيطي جميع الهياكل الرئيسية على القطعة من ممتلكات مثل: المباني والطوابق وحمام سباحة).